# Øystein Baadsvik
Øystein Baadsvik, född 1966, är en tubaist från Norge. Han är den ende tubaisten i världen som baserar sin karriär enbart på att vara solist.

## Diskografi
- Tuba Works - 1992 (Simax)
- Tuba Carnival - 2003 (BIS)
- Danzas - 2006 (BIS)
- Kalevi Aho tuba concerto - 2007 (BIS)
- Prelude, FNUGG and Riffs (BIS)
- 20th Century Tuba Concertos - 2008 (BIS)
- 21th Century Tuba Concertos - 2009 (BIS)
- Ferry Tales - 2010 (BIS)